# Piper cumbotianum
Piper cumbotianum är en pepparväxtart som beskrevs av C. Dc.. Piper cumbotianum ingår i släktet Piper och familjen pepparväxter. Inga underarter finns listade i Catalogue of Life.